# Conostylis androstemma
Conostylis androstemma är en enhjärtbladig växtart som beskrevs av Ferdinand von Mueller. Conostylis androstemma ingår i släktet Conostylis och familjen Haemodoraceae. Inga underarter finns listade.